# 唐希順
唐希順（17世纪—1708年），中國清朝武官官員，本籍甘肃凉州府人（今甘肃武威）。
唐希順行伍出身。康熙十三年，由行伍补凉州镇标把总，以把总从军征讨王辅臣。三藩之乱，攻吴世璠，以功升副将加左都督衔。於1692年（康熙31年）奉旨接替李日程，於台灣地區擔任台灣水師協副將。而隸屬台灣鎮之下的此官職是台灣清治時期中的這階段，全台灣的海防軍事層級最高武將，其統帥三營兵力，約數千名水師兵勇。任滿升任貴州威寧總兵。从康熙帝征讨噶尔丹，败敌于昭莫多；官至四川提督，率部平定打箭炉叛乱。封世职拖沙喇哈番。康熙四十七年卒。
| 前任： 李日程 | 台灣水師協副將 1692年上任 | 繼任： 衛聖疇 |

## 延伸阅读
[在维基数据编辑]
 《清史稿·卷257》，出自趙爾巽《清史稿》